# Jaime Sabines
Jaime Sabines Gutiérrez (Tuxtla Gutiérrez, 25 marzo 1926 – Città del Messico, 19 marzo 1999) è stato un poeta e politico messicano.

## Biografia
Proveniente da una famiglia di libanesi emigrati a Cuba nel 1902 e trasferitisi nel Chiapas nel 1914, nel 1945 andò a Città del Messico per intraprendere gli studi medici, ai quali si applicò per tre anni, prima di comprendere che la sua reale vocazione era la lingua e la letteratura spagnola. Studiò quindi all'Università Nazionale Autonoma del Messico, dove nel 1949 ottenne la laurea presso la facoltà di Lettere e Filosofia.
Oltre a dedicarsi alla poesia, ha preso parte attiva alla vita politica del suo Paese, ottenendo l'elezione a deputato federale del primo distretto del Chiapas dal 1976 al 1979 e per il distretto federale nel 1988.
Nel 1994 il Senato messicano gli conferì la Medaglia d'Onore Belisario Domínguez.
Ammalatosi di cancro, morì all'età di 72 anni.

## Opere poetiche pubblicate
- Horal (1950)
- La Señal (1951)
- Adán y Eva (1952)
- Tarumba (1956)
- Diario Semanario y poemas en prosa (1961)
- Poemas Sueltos (1951-1961)
- Yuria (1967)
- Maltiempo (1972)
- Algo sobre la muerte del Mayor Sabines (1973)
- Otros Poemas Sueltos (1973-1994)
- Tlatelolco (1968)